# Ullmannite
L'ullmannite è un minerale appartenente al gruppo della cobaltite.